# Pinot blanc
Pinot blanc er en lys drue, der benyttes til hvidvin. Den er en genetisk mutation af Pinot noir, som er genetisk ustabil, og der vil lejlighedsvis opleves mutationer, hvor en vinstok bærer røde druer med undtagelse af en stok, som bærer lyse druer.

## Oprindelse og regional produktion
I Alsace (Frankrig), Tyskland, Luxembourg, Italien, Ungarn, Tjekkiet og Slovakiet er vin, der produceres med denne drue, fyldig og hvid. I år 2000 var der 1.300 hektar marker med pinot blanc i Frankrig, særligt i Alsace, hvor druen anvendes til hvidvin og er den mest almindelige sort til den mousserende vin, Crémant d'Alsace. En Alsace-vin, der bærer betegnelsen "Pinot blanc" og har kvalitetsmærket AOCindeholder ikke nødvendigvis kun pinot blanc. Det er til forskel fra f.eks. Pinot gris, som er en "ægte" sortbetegnelse i Alsace. Betegnelsen betyder snarere, at det er en hvidvin fremstillet af pinot-sorter, fx pinot blanc, auxerrois blanc, pinot gris og pinot noir. Blandningen af pinot blanc og auxerrois blanc er dog den mest almindelige. De mest fyldige, krydrede og røgfulde "pinot blanc"-vine med moderat surhedsgrad fra Alsace er primært fremstillet af auxerrois-druer.
Historisk set er Pinot blanc brugt både i Bourgogne-vin og Champagne. Druen er stadig tilladt at benytte i Bourgogne blanc blend og små mængder pinot blanc kan derfor i princippet være blandet i Bourgogne-vinene, men meget små mængder dyrkes i begge regioner. I Champagne-regionen kaldes pinot blanc-druen ofte for blanc vrai - den ægte hvide drue.
I Tyskland, hvor druen kaldes Weißer Burgunder eller Weißburgunder, var der 3.491 hektar marker med pinot blanc i 2006. I USA produceres druen hovedsageligt i Californien. Dog er mange af de vinstokke i USA, der omtales som pinot blanc, i virkeligheden sorten melon de Bourgogne/muscat, der ligner chardonnay, når den er på vinen. Denne fejl blev opdaget i midten af 1980'erne af en fransk oenolog, der undersøgte grundstammen under et besøg på University of California, Davis, i dag vil pinot blanc købt fra et planteskole være den ægte type. Druen dyrkes også i Østrig og Ungarn såvel som i Bourgogne, Frankrig. I Canada bruges pinot blanc ofte til at lave den såkaldte isvin. Canadas Okanagan Valley har udviklet et ry for pinot blanc som sin signaturvin.
Pinot blanc er også blevet forvekslet med chardonnay, og ofte laves vin på de to druer efter samme metode, nemlig ved hjælp af gæring i nye egetræstønder og malolaktisk gæring. Det kan også behandles mere let og gøres til en skarpere vin, der stadig har evnen til at blive gammel.

## Forhold til andre druer
Imellem 1930 og 1935 blev Pinot blanc krydset med Riesling for at skabe den hvide italienske druesort Manzoni bianco.

## Vinegenskaber
I Alsace, Italien og Ungarn giver vin fremstillet af Pinot blanc en fyldig tør hvidvin, mens de i Tyskland og Østrig kan være enten tørre eller søde. En ingredienser i Vin Santo kan være Pinot blanc.
I Frankrig blandes Pinot blanc med auxerrois-druer, for at give den en mere alsacisk smag.
Pinot blanc vin har frugtige aromaer af æble, citrusfrugter og blomster. Flasker, der er lavet udelukkende af Pinot blanc, er sværere at finde. De giver stærkere aromaer af blomster, stenfrugt og høj mineralitet. Uanset deres nøjagtige sammensætning ligger de fleste vine under mærket "Pinot Blanc" højt i surhedsgrad og vinificeres i tanke, dog er de mere prestigefyldte eksempler gæret i store egetræsfade. Pinot blanc vin er normalt til hverdag.

## Navne i andre regioner
Navnet på druesorten varierer efter region. I Østrig kan det blive aftappet som Weissburgunder eller Klevner. Weissburgunder bruges i Sydtirol / Alto Adige i det nordøstlige Italien, i Tyskland samt af og til i Alsace. Ungarn bruger betegnelsen Fehér Burgundi. I Spanien og Italien er den kendt som Pinot bianco. I Tjekkiet benyttes navnet Rulandské Bílé, i Slovakiet Rulandské Biele og i Kroatien Pinot bijeli eller Burgundac bijeli.